# Natació sincronitzada al Campionat del Món de natació de 1986
La competició de natació sincronitzada al Campionat del Món de natació de 1986 es realitzà al Centre de Natació M-86 de la ciutat de Madrid (Espanya).

## Resum de medalles
| Event  | Or | Or      | Plata | Plata   | Bronze | Bronze  |
| Solo   | Carolyn Waldo (CAN) | 200.033 | Sarah Josephson (USA) | 194.967 | Muriel Hermine (FRA) | 188.250 |
| Duet   | CanadàMichelle Cameron · Carolyn Waldo | 196.267 | Estats UnitsKaren Josephson · Sarah Josephson                                                                                        | 193.401 | JapóMegumi Ito · Mikako Kotani                                                                                             | 185.467 |
| Equips | CanadàNathalie Audet · Michelle Cameron · Sylvie Fréchette · Karin Larsen · Chantal Laviolette · Tracy Meades · Missy Morlock · Carolyn Waldo | 191.000 | Estats UnitsKristen Babb · Lori Hatch · Karen Josephson · Sarah Josephson · Karen Madsen · Susan Reed · Lisa Riddell · Mary Visniski | 190.821 | JapóHisako Aoishi · Emiko Goto · Emiko Hirada · Megumi Itoh · Mikako Kotani · Xurika Ohgane · Aki Takayama · Miyako Tanaka | 185.763 |

## Medaller
| Posició | País         | Or | Plata | Bronze | Total |
| 1       | Canadà       | 3  | 0     | 0      | 3     |
| 2       | Estats Units | 0  | 3     | 0      | 3     |
| 3       | Japó         | 0  | 0     | 2      | 2     |
| 4       | França       | 0  | 0     | 1      | 1     |
| Total   | Total        | 3  | 3     | 3      | 9     |